# The Sweet Escape (singel)
The Sweet Escape – drugi singel Gwen Stefani z płyty o tym samym tytule (The Sweet Escape). Utwór, jak i teledysk został nagrany z amerykańskim raperem Akonem.